# カトリック枚方教会
カトリック枚方教会（カトリックひらかたきようかい）は大阪府枚方市にあるカトリック教会である。聖クラレチアン宣教会が運営・司牧している。

## 守護の聖人
- グアダルーペの聖母

## 沿革
教会は1953年、聖クラレチアン宣教会によって設立、聖堂はメキシコ人信者らの寄付により建立された。

## 所在地
- 〒573-0033　
  - 大阪府枚方市岡南町3-1

## 交通アクセス
- 京阪本線「枚方市駅」下車